# Улица Плющиха
Улица Плющи́ха — улица в районе Хамовники Центрального административного округа Москвы. Проходит от Смоленской улицы до 2-го переулка Тружеников. Нумерация домов ведётся от Смоленской улицы.

## Происхождение названия
Получила современное название в XVIII веке по кабаку Плющева («Плющиха»). Старые названия: Саввинская улица — по Саввину монастырю (разрушен в 1930 году); Смоленская улица — по церкви Смоленской иконы Божьей Матери (разрушена в 1933 году).

## История
История улицы начинается в XV веке, когда вдоль дороги на Смоленск располагалось подворье ростовского архиерея (об этом напоминают многочисленные Ростовские переулки). Дорога на Смоленск (ведущая к Крымскому броду на Москве-реке) до конца XVI века проходила по Плющихе, поэтому до этого её называли Смоленской улицей, а ещё ранее — Саввинской, по имени расположенного в конце улицы Саввинского монастыря.
В конце XVI века был построен новый мост и дорога на Смоленск пошла через село Дорогомилово, по нынешнему направлению Смоленской и Большой Дорогомиловской улиц. А Плющиха к концу XVII века получает своё название — в честь кабака Плющева, что открывается в начале улицы.
До XVII века территория между Плющихой и Москвой-рекой называется Дорогомиловым, но к концу столетия вокруг подворья ростовского архиерея образуются слободы. На западной стороне улицы — Благовещенская (или Бережковская) — принадлежащая ростовскому митрополиту, на восточной — дворцовая Ружейная (о ней напоминает название Ружейного переулка), где жили мастера из Оружейной палаты), а также царский Новый Конюшенный двор (Новоконюшенный переулок).
В 1649 году владения за земляным валом были формально переданы городу, однако большая их часть осталась за прежними собственниками, которые и торговали землёй и активно строились. В записках 1790 года с западной стороны Плющихи уже не один владелец — ростовский архиерей, а двое — «разных чинов люди».
Вдоль современных Вражских переулков образуется Помётный вражек — туда свозили конский навоз с Конюшенного двора.
Московский пожар 1812 года Плющиха пережила с потерями, но западная часть улицы почти не пострадала, выгорели лишь два дома.
Согласно записям 1850 года на восточной стороне улицы было уже 26 дворов, на западной — 27. Каменные постройки имелись лишь в 18 дворах, принадлежали владения в основном мелким чиновникам и купцам. На углу Плющихи и Смоленской улицы стояла церковь Смоленской иконы Богородицы, в построенном перед ней строении размещалась харчевня, популярная у посетителей Смоленского рынка.
К 1852 году на западной стороне был уже 31 двор, из них четыре принадлежали чиновникам, два — церкви и её пономарю, 25 — купцам, три — мещанам и один — «свободному художнику».

## Знаменитые жители Плющихи
В начале 1837 года в доме 11 на Плющихе (дом Щербачёва) поселилась семья Толстых. Льву Николаевичу шёл восьмой год. Однако летом 1837 года умер его отец, и через год семья съехала в Большой Каковинский переулок. На Плющихе Толстые занимали каменный дом во дворе владения, отгороженный от улицы деревянным забором.
В 1840-х годах в доме жил профессор А. О. Армфельд, у которого здесь бывали Аксаковы, М. П. Погодин и Н. В. Гоголь.
Дом сохранился до нашего времени, сейчас в нём — 6-й отдел московского ГАИ на спецтрассе.
На Плющихе жили: в доме 32 — «толстовец» Ф. А. Страхов, в доме 36 — поэт А. А. Фет, в доме 20 (дом Ахматова) жил знаменитый русский художник В. И. Суриков. В доме 23 в 1867 году жил писатель И. И. Лажечников, в доме 28 — художник С. В. Иванов, в доме 43 — художник С. В. Малютин. Ни один из этих домов не сохранился.
На углу Плющихи и Ружейного переулка жил русский философ Иван Ильин.
В доме 31 провела свои последние годы А. В. Книпер. В нём же жили Владимир Тимирёв и Елена Васильевна Сафонова.

## Примечательные здания и сооружения

### По нечётной стороне
- № 9 — жилой дом (1927, архитекторы Н. А. Волков, В. И. Бибиков, Я. Е. Островский)[2].
- № 11 — доходный дом (1900, архитектор С. В. Соколов). В доме жил историк Н. А. Гейнике[3].
- № 31 — доходный дом М. Г. Щербаковой (1912, архитектор Н. С. Курдюков)[1][4].
- № 37 — доходный дом А. О. Лепенина (1903, архитектор В. В. Шауб). Надстроен в середине XX века. При реконструкции 2017 года по проекту архитектурного бюро «Цимайло, Ляшенко и партнеры» было утрачено украшение фасада керамической плиткой, которую закрасили светлой краской, достроена мансарда[5][6]. Проект реконструкции под элитное жильё реализует компания Vesper; после завершения работ в здании, получившем коммерческое название «Дом Bunin», будет 29 квартир[7].
- № 53/25 — доходный дом А. Л. Баумгартен (1913—1914, архитектор Д. М. Челищев). В доме жил Андрей Белый[8].
- № 55 — доходный дом (1913, архитектор Г. К. Олтаржевский).
- № 57 — стадион «Буревестник».

### По чётной стороне

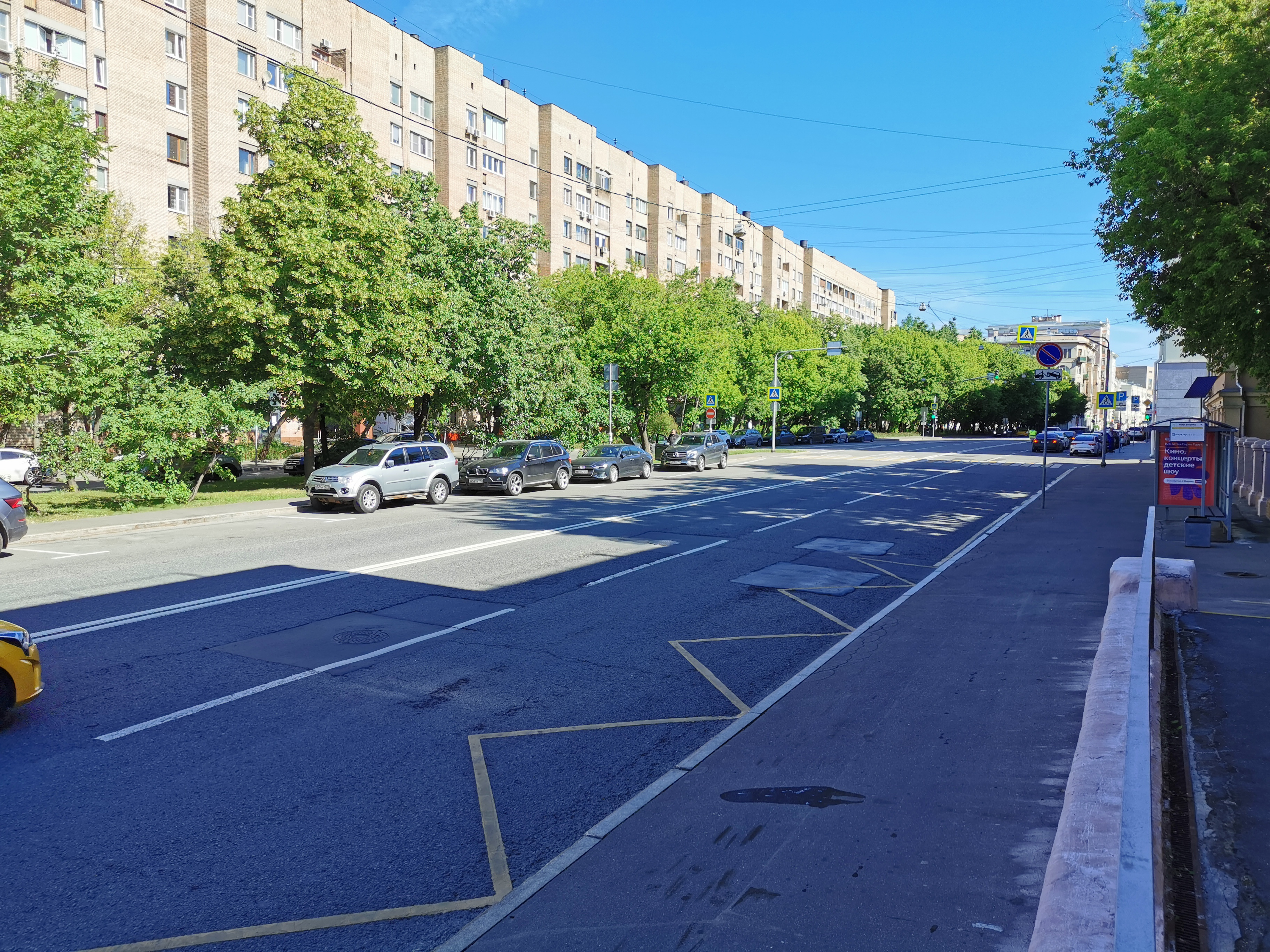
Улица Плющиха, дом 42

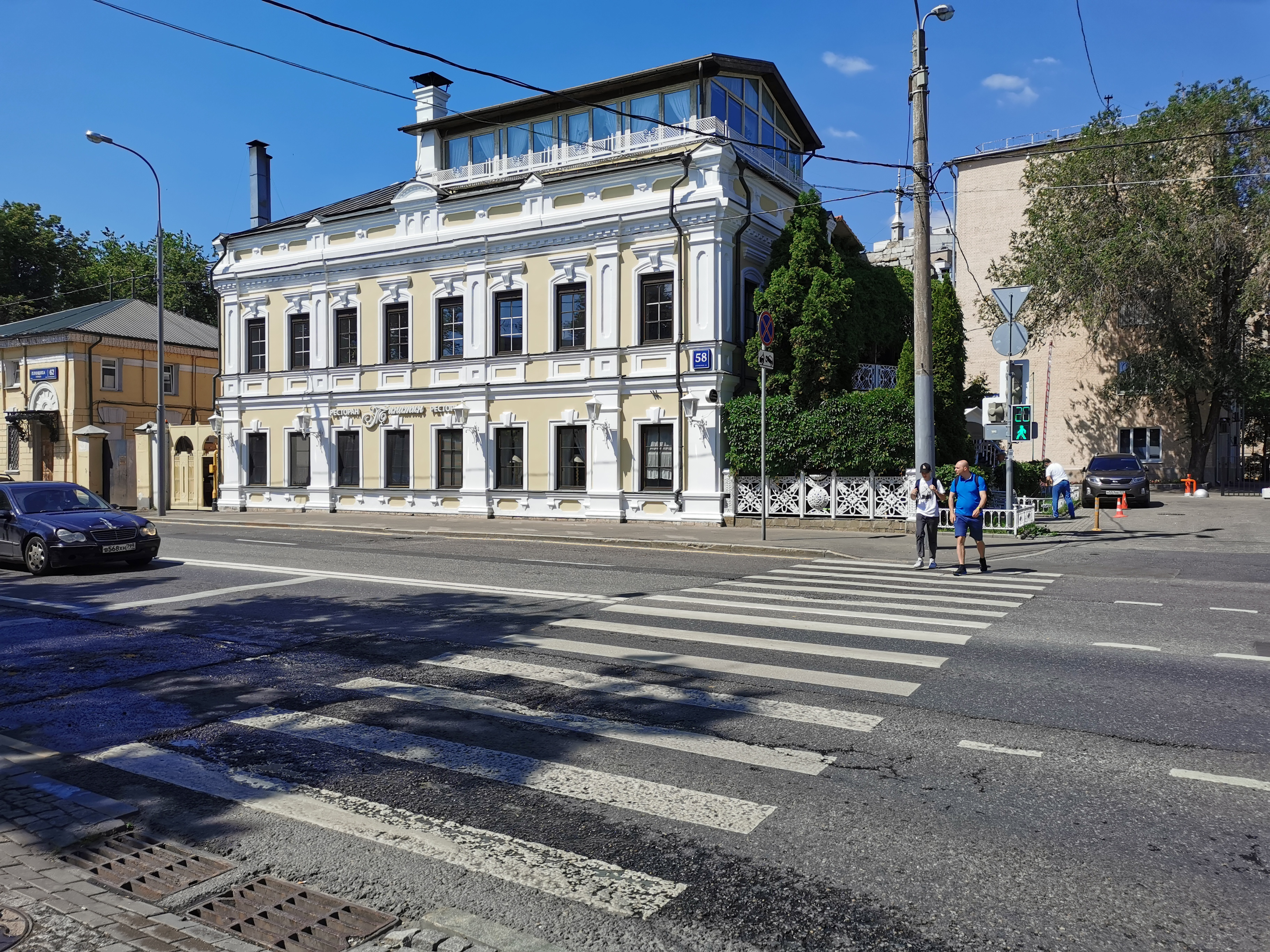
Улица Плющиха, дом 58

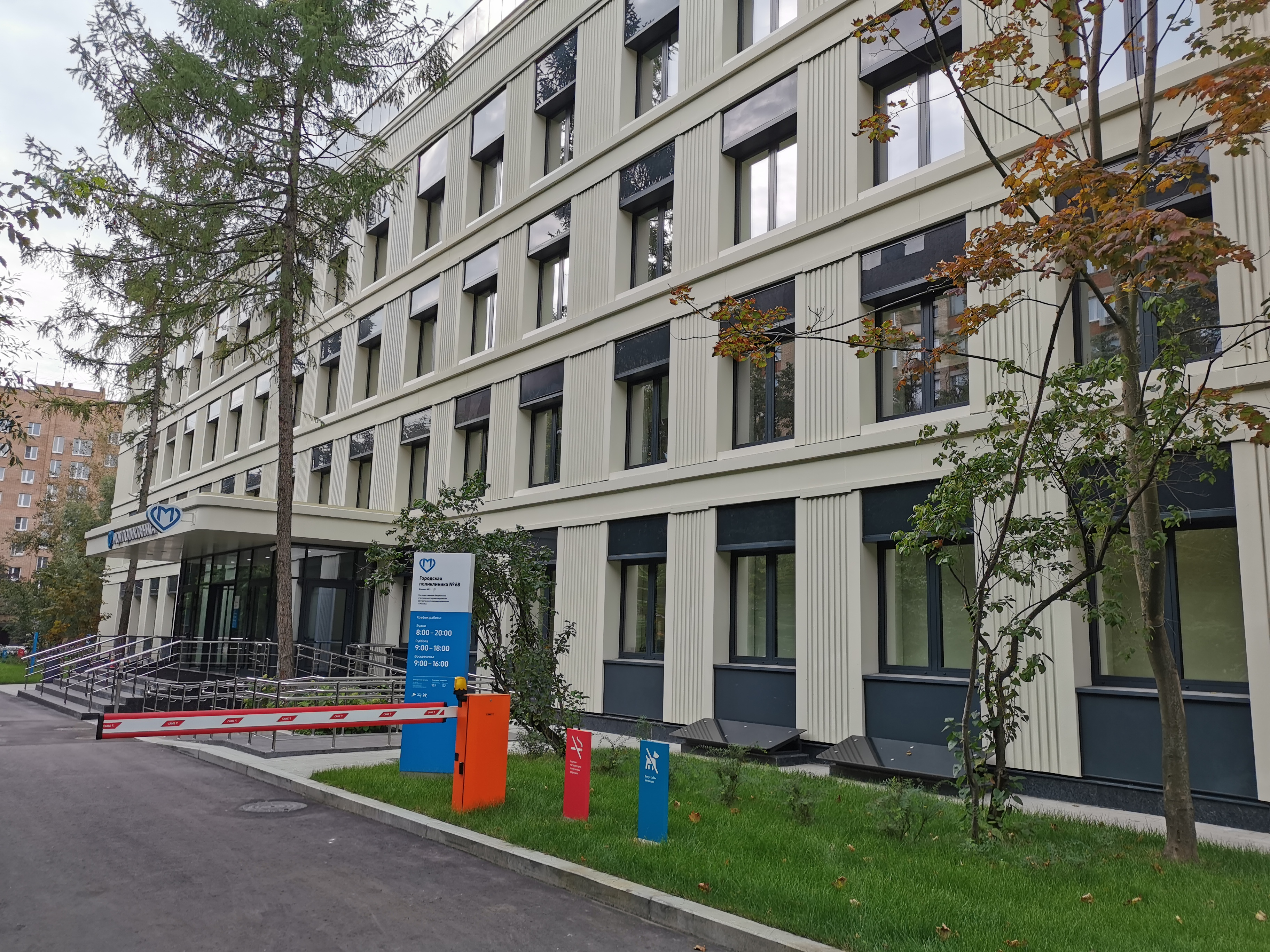
«Моя поликлиника»,Улица Плющиха, дом 42/1

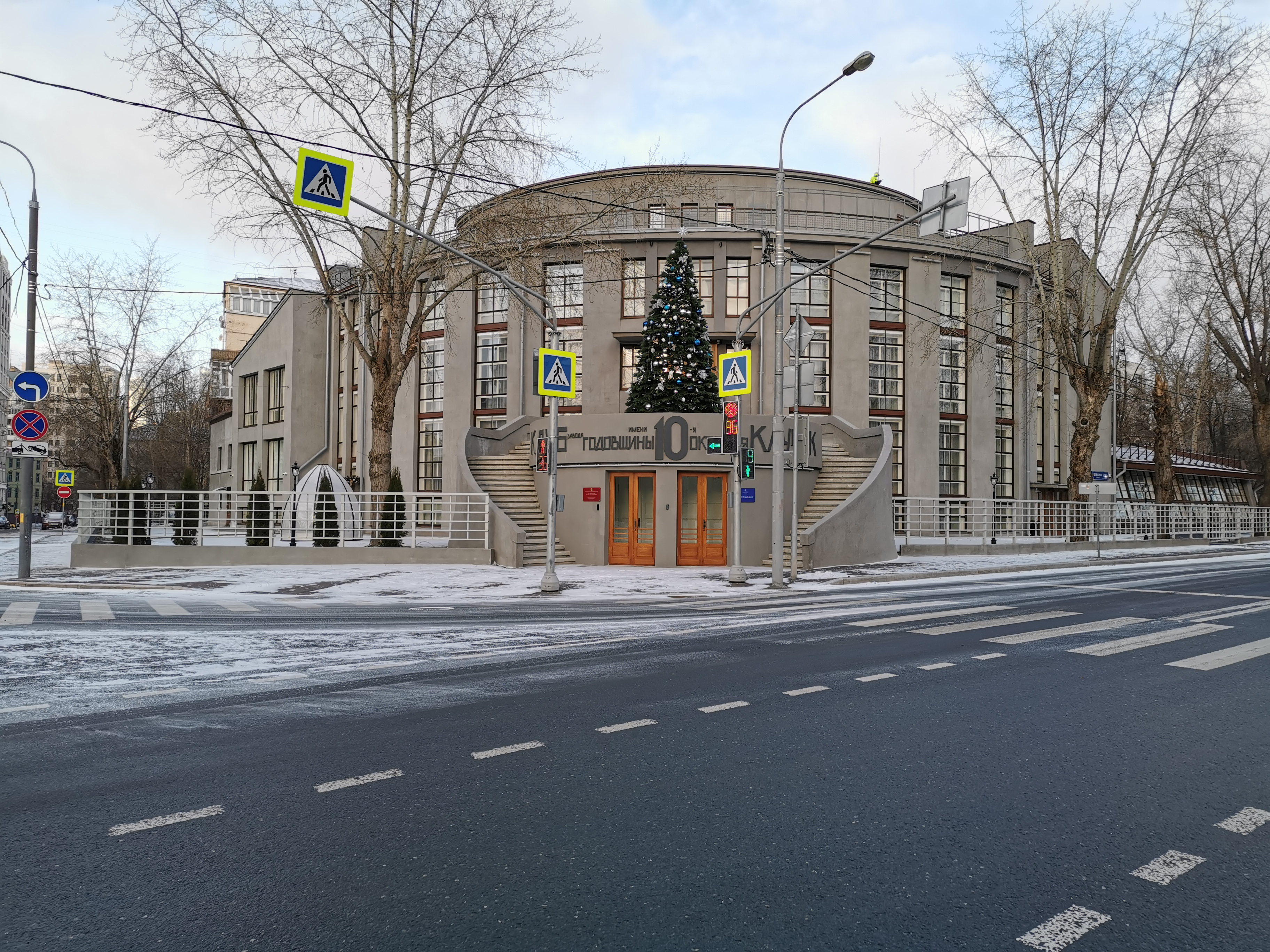
Клуб завода «Каучук» имени 10-я годовщины Октября (№ 64/6)

- № 10 — Николаевский дом Братолюбивого общества (1897—1899, архитектор И. П. Машков)[9]. В 1996—1997 годах реконструирован по проекту А. Р. Асадова[10].
- № 22 — на месте снесённого доходного дома (1912, архитектор Г. П. Евланов) в 2000 году был построен жилой дом (проект Архитектурной мастерской Павла Андреева; дипломант конкурса на лучший реализованный проект 2000 года)[11].
- № 26 — доходный дом В. В. Киселёва (1913, архитектор А. Ф. Мейснер)[1]. В доме жил педагог В. П. Вахтеров[12].
- № 34 — школьное здание выстроено по типовому проекту архитектора Д. Ф. Фридмана.
- № 42 — жилой дом (1973, мастерская архитектора Е. Н. Стамо). На месте этого здания раньше было несколько домов.
- № 44/2 — жилой дом (начало XX века, архитектор А. Д. Елин). Фасад украшен керамической плиткой. 4-этажный дом был надстроен двумя этажами в 1950-х годах. Мастерская художника А. В. Каменского.
- № 56 — Посольство Республики Корея.
- № 58 — жилой дом (1927, архитекторы Н. А. Волков, В. И. Бибиков, Я. Е. Островский)[2].
- № 62 — Особняк профессора В. Ф. Снегирёва (1893—1894, архитектор Р. И. Клейн)[1]. На здании установлена мемориальная доска В. Ф. Снегирёву (скульптор В. М. Терзибашьян)[13].
- № 64/6,  памятник архитектуры (региональный) — Клуб завода «Каучук» (1927—1929, архитектор К. С. Мельников, при участии инженера Г. Г. Карлсена)[14].

## Общественный транспорт
- Станция метро  Смоленская — в 380 метрах от начала улицы.
- Станции метро  Киевская,  Киевская и  Киевская — в 800 метрах от пересечения с улицей Бурденко.
- Автобус № 220 (в обе стороны).

## Плющиха в искусстве
- Три тополя на Плющихе.
- В заключительной сцене киноленты «Покровские ворота» мотоцикл Савранского проносится мимо булочной на Плющихе.
- В Доме культуры завода «Каучук» (Плющиха, 64) снимались сцены спектакля «Гамлет» из фильма «Берегись автомобиля» (1966, в главных ролях О. Ефремов, И. Смоктуновский, Е. Евстигнеев).